# Mi nem vagyunk idevalósiak (Így jártam anyátokkal)
A Mi nem vagyunk idevalósiak az Így jártam anyátokkal című televízió-sorozat harmadik évadának második epizódja. Eredetileg 2007. október 1-jén vetítették, míg Magyarországon egy évvel később, 2008. december 4-én.
Ebben az epizódban Ted és Barney vidékieknek adják ki magukat, hogy felszedhessenek két nőt. Robin kénytelen szembesülni azzal, hogy már nem olyan az élet, mint Argentínában volt, Marshall és Lily pedig a haláluk esetére egymásnak írt levelek miatt problémáznak.

## Cselekmény
Lily és Marshall elmondják a többieknek, hogy kis üzeneteket írtak a másiknak arra az esetre, ha meghalnának. Marshall később megvallja, hogy ő elfelejtette még megírni, mire Ted és Barney, kihasználva a babonás természetét, elkezdik azzal cikizni, hogy addig nem halhat meg, amíg meg nem írja. El is készíti, tele szívvel és érzelemmel, majd kíváncsiságból elolvassa, mit írt Lily. Megdöbben, mert a levél teljesen tárgyilagos és csak utasításokat tartalmaz. Ezen összevesznek (ami az első hitvesi veszekedésük), Lily ugyanis dühös lesz, amiért idő előtt felbontotta Marshall a levelet.
Eközben Robin azt állítja magáról, hogy teljesen új ember lett, de Barney szerint nem, és hamarosan ki fogja rúgni Gaelt is. Gael egyébként rendkívül népszerű a nők körében, amit Ted és Barney irigykedve néz. Mikor rájönnek, hogy ez azért lehet, mert Gael nem idevalósi, kitalálják, hogy úgy fognak felszedni két nőt, hogy vidékieknek adják ki magukat. A terv eleinte jól működik, habár idegesíti őket kicsit, hogy mennyire buták a lányok. Közben Robin megvallja Lilynek, hogy sok dolog, amit Argentínában még szépnek és jónak látott, mostanra már szimplán idegesítő. Bár elhatározza, hogy ettől még éli az új életét, egyik nap zuhanyzás közben egy ausztrál turista nyit rá. Kiderül, hogy Gael egy csomó turistát fogadott be a lakásba., akiket egyszerűen képtelenség kezelni és nem akarnak távozni sem.
Ted, Barney, és a lányok a barátaik bulijába mennek, ami Dél-Bronxban van. A veszélyes környéken egyből kirabolják őket, de még így is folytatni akarják a dolgot. Egészen addig, amíg ki nem derül, hogy a lányok New Jersey-ből származnak, és oda akarják őket vinni. Ted, aki utálja New Jersey-t, ekkor leleplezi magukat.
Lily közben megvallja Marshallnak, hogy nem tudna érzelmes levelet írni, mert a gondolatától is fél, hogy egy napon elveszítheti őt, és mert úgyis felbontaná azt a levelet is. Marshall megígéri, hogy nem fogja kinyitni, de azt kéri, hogy az új levél legyen tele malacságokkal és legyenek benne szexi fotók is.
Aznap este Robin rémálmot lát: a saját vakációzó énje kezd ki vele és a szemére veti, hogy milyen ember volt. Bongódobok hangjára ébred: a szomszéd szobában a turisták dobolnak. Elege lesz belőlük, ezért pisztolyt ragad és kiüldözi őket a házból, majd Gaelt is kidobja. Barney üdvözli a régi Robin visszatérését.
Az epizód végén Jövőbeli Ted elmondja, hogy Marshall megtartotta az ígéretét, nem nyitotta ki a levelet, egészen 2029-ig. Az öreg és szemlátomást megtört Marshall, akiről feltételezzük, hogy meghalt a neje, amikor felbontja azt, nem talál benne semmit, csak szemrehányást, amiért idő előtt kinyitotta. Átkiabál Lilynek, aki nagyon is életben van, és vitatkozik vele, amiért nem írta meg rendesen a levelet, hiszen még malac képek sincsenek benne. Lily azt mondja erre, hogy majd most csinál, mire Marshall csak annyit felel, hogy most már nem kell. Ezen Lily feldühödik, és veszekedni kezdenek.

## Kontinuitás
- A 2029-es előretekintésben a Marshall mögötti falon látható egy bekeretezett újság, amin az olvasható, hogy "A New York-i ügyvéd elkapta Nessie-t". Marshall vonzódása a természetfelettihez és a Loch Ness-i szörnyhöz, "A párkereső" című részben volt először látható.
- Barney "A közös este" című részben pontosan úgy nézett ki, ahogy itt Gaelt szidta.

## Jövőbeli utalások
- A "Selejtező" című részben utal rá Barney, hogy kb. 4-5 alkalommal volt része "el sem hiszem, hogy megkérték a kezem" szexben. A ""Szívzűrök" című epizódokban történik erre visszautalás.
- Ted az "Én szeretem New Jersey-t" című részben is ugyanúgy utálja a várost.

## Érdekességek
- Marshall és Lily azt állítják, hogy ez volt az első hitvesi veszekedésük, pedig ha szigorúan vesszük a 3. évad bónuszvideói között vannak a nászúton készült videóik, amelyeken már korábban is veszekedtek.
- Robin 2007 júniusában ment Argentínába, ott azonban, mivel a déli féltekén fekszik, olyankor van tél. Viszonylag hűvös lenne mindahhoz, amit Robin előadott, bár az is igaz, hogy ő kanadai, és többször utaltak rá, hogy bírja a hideget.
- Ted, aki elvileg utálja New Jersey-t, az első két évadban párszor már odalátogatott, és akkor egyszer sem emelte fel a szavát ez ellen.
- Amikor az egyik elüldözött turista azt mondja, hogy "Michael Moore igazat mondott az amerikaiakról", akkor ezzel a 2002-es "Kóla, puska, sültkrumpli" című filmre utalt, ami a fegyvertartás problémáját járta körül.
- Mikor Robin elzavarja a turistákat és utánuk kiabál: "én kanadai vagyok!", majd becsapja az ajtót, látható, hogy a csapás erejétől beremeg a díszlet.

## Vendégszereplők
- Enrique Iglesias – Gael
- Nikki Griffin – Lindsay
- Darryl Sivad – rendőr
- Damon Gameau – ausztrál turista

## Zene
- Enriue Iglesias – Somebody's Me

## Fordítás
- Ez a szócikk részben vagy egészben  a   We're Not from Here című angol Wikipédia-szócikk ezen változatának fordításán alapul.  Az eredeti cikk szerkesztőit annak laptörténete sorolja fel. Ez a jelzés csupán a megfogalmazás eredetét és a szerzői jogokat jelzi, nem szolgál a cikkben szereplő információk forrásmegjelöléseként.| - m - v - sz « előző Így jártam anyátokkal 3. évad következő »                                                                                                                                                                                                                                                                         | - m - v - sz « előző Így jártam anyátokkal 3. évad következő » |
| --- | -------------------------------------------------------------- |
| - Az Így jártam anyátokkal epizódjainak listája |                                                                |
| - Most figyelj! - Mi nem vagyunk idevalósiak - Tricikli - Kisfiúk - Így találkoztam a többiekkel - Én nem az a pasi vagyok - Beboszetesza - Spoilerveszély - Pofonadás - A görcs - A platinaszabály - Nincs holnap - Tíz alkalom - Selejtező - Ordításlánc - Homokvárak a homokban - A kecske - A megfelelő tesó - Kiárusítás - Csodák |                                                                || - m - v - sz Így jártam anyátokkal | - m - v - sz Így jártam anyátokkal                                                                  | - m - v - sz Így jártam anyátokkal |
| ---------------------------------- | --------------------------------------------------------------------------------------------------- | ---------------------------------- |
| Epizódok                           | - 1. - 2. - 3. - 4. - 5. - 6. - 7. - 8. - 9. évad                                                   |                                    |
| Szereplők                          | - Ted Mosby - Marshall Eriksen - Robin Scherbatsky - Barney Stinson - Lily Aldrin - Tracy McConnell |                                    |
| Filmzene                           | - How I Met Your Music                                                                              |                                    |
| Kapcsolódó sorozat                 | - Így jártam apátokkal                                                                              |                                    |